# Sparvpapegojor
Sparvpapegojor (Forpus) är ett släkte fåglar i familjen västpapegojor (Psittacidae). Släktet omfattar nio arter som förekommer i Central- och Sydamerika:
- Mörknäbbad sparvpapegoja (Forpus modestus)
- Mexikansk sparvpapegoja (Forpus cyanopygius)
- Turkosvingad sparvpapegoja (Forpus spengeli)
- Flodsparvpapegoja (Forpus crassirostris)
- Blåvingad sparvpapegoja (Forpus xanthopterygius)
- Gröngumpad sparvpapegoja (Forpus passerinus)
- Blåögd sparvpapegoja (Forpus conspicillatus)
- Stillahavssparvpapegoja (Forpus coelestis)
- Gulhuvad sparvpapegoja (Forpus xanthops)